# Hybomitra captonis
Hybomitra captonis is een vliegensoort uit de familie van de dazen (Tabanidae). De wetenschappelijke naam van de soort is voor het eerst geldig gepubliceerd in 1882 door Marten.